# Vestido de novia de Scarlett O'Hara
El vestido de novia de Scarlett O'Hara (en inglés: Scarlett O'Hara's wedding dress) es un traje que la actriz Vivien Leigh lució en la película Lo que el viento se llevó (1939).

## Historia

### Contexto
David O. Selznick, productor del filme junto con la Metro-Goldwyn-Mayer (MGM), pagó $50 000 por los derechos de la novela en la que se basa la película y, con el fin de generar una gran publicidad inmediata en torno a ella, comenzó una búsqueda a nivel nacional de la actriz que interpretaría el papel de Scarlett O'Hara, siendo este el primer casting masivo de la historia del cine. Este proceso, con una duración total de dos años y un coste superior a $100 000, llevó a la realización de una gira por todo Estados Unidos para entrevistar a más de 1400 mujeres anónimas y a alrededor de cien actrices consagradas, llegando 400 de ellas a realizar pruebas y siendo las favoritas, entre otras: Jean Arthur, Lucille Ball, Miriam Hopkins, Tallulah Bankhead, Bette Davis, Claudette Colbert, Joan Crawford, Loretta Young, Paulette Goddard, Joan Fontaine, Katharine Hepburn, Olivia de Havilland, Carole Lombard, Norma Shearer, Barbara Stanwyck y Margaret Sullavan. Finalmente, un total de diecinueve fueron seleccionadas para realizar pruebas de cámara: Louise Platt, Tallulah Bankhead, Linda Watkins, Adele Longmire, Haila Stoddard, Susan Hayward, Dorothy Mathews, Brenda Marshall, Anita Louise, Margaret Tallichet, Frances Dee, Nancy Coleman, Marcella Martin, Lana Turner, Diana Barrymore, Jean Arthur, Joan Bennett, Paulette Goddard y Vivien Leigh, siendo estas dos últimas las únicas que realizaron pruebas de cámara en color. La búsqueda de la actriz que interpretaría el papel de Scarlett recibió una cobertura mediática sin precedentes; algunas fuentes sin confirmar afirman que Leigh ya había sido contratada en febrero de 1938, hecho que se habría guardado en el más absoluto secreto con el fin de mantener el nivel de expectación, aunque de lo que sí hay constancia es de que se llevó a cabo una encuesta a 100 personas a las que se cuestionó sobre quién consideraban que debía interpretar a Scarlett, obteniendo Leigh tan solo un voto. Pese a no ser favorita, la actriz británica se alzaría con el triunfo en medio de una gran sorpresa tanto de crítica como de público, aunque diversas fuentes han constatado que Myron Selznick, hermano del productor y representante de Leigh, promovió a la actriz para que consiguiese el papel.: 405–406 

### Creación

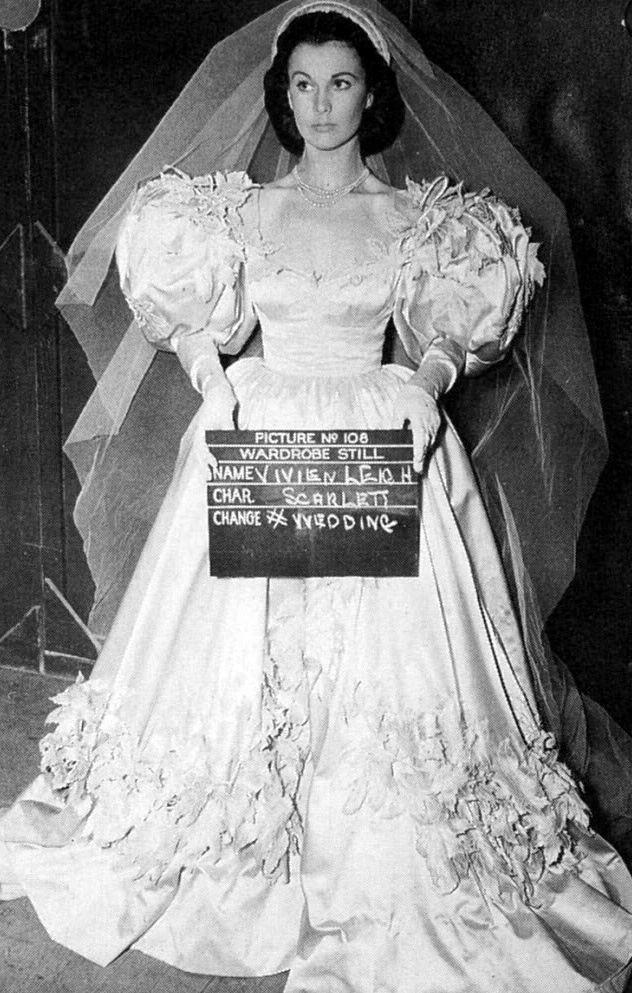
Vivien Leigh en Lo que el viento se llevó (1939).

El vestuario de la película corrió a cargo de Walter Plunkett; incorporado al proyecto en 1936, el diseñador se embarcó a modo de preparación durante cuatro meses en un viaje de investigación no remunerado por el sur de Estados Unidos (Atlanta, Savannah y Charleston), contando únicamente con un contrato sin exclusividad por el que se le pagarían $600 a la semana en los dos meses de preproducción y $750 por cada siete días de rodaje, además de una carta de presentación dirigida a Margaret Mitchell, autora del libro en el que se basa el filme, a quien visitó en su casa de Georgia. Gracias a Mitchell, Plunkett conoció el ingenio de las mujeres de aquella época, las cuales usaban piedras y cáscaras de nueces como botones y ramas de espino como broches para poder confeccionar la ropa durante el bloqueo al que la Unión sometió a los estados sureños durante la guerra de Secesión. En los museos de las Hijas de la Confederación de Savannah y Charleston, Plunkett obtuvo trozos de telas cortadas de los dobladillos de trajes auténticos, los cuales solían estar decorados con diminutos estampados, creando más de 5000 prendas para cincuenta personajes y un centenar de extras. En lo que respecta al vestuario del personaje de Scarlett, para quien elaboró treinta y cinco conjuntos, Plunkett empleó los tejidos y los colores con el fin de enfatizar y subrayar los acontecimientos más destacados de la vida de la protagonista, empleando organdí, tul, algodón y tonalidades luminosas para vestirla en sus años de juventud, y tejidos como seda y terciopelo oscuro a medida que madura y se enfrenta a situaciones dramáticas.
A su vez, Plunkett tomó la decisión de incluir varios códigos de color para el personaje de Scarlett en función de las situaciones plasmadas. De esta forma, para las escenas de seducción el diseñador optó por el color verde, siendo ejemplo de ello el vestido escotado que Scarlett lleva a la barbacoa en Twelve Oaks, así como el traje elaborado con cortinas de terciopelo que la protagonista luce cuando acude a la cárcel a visitar a Rhett Butler. Para las escenas pasionales, violentas y de tensión, Plunkett escogió el rojo, siendo este el color del llamativo vestido que Rhett obliga a Scarlett a llevar a la fiesta de cumpleaños de Ashley Wilkes, el color de la bata de terciopelo que luce en la posterior discusión con su marido, y también el tono del traje que lleva puesto cuando su hermana Suellen descubre que Scarlett se ha casado con su prometido Frank Kennedy. Por último, para las escenas de peligro se decantó por el color azul, destacando el vestido que Scarlett lleva puesto cuando es asaltada en un puente camino del aserradero así como los trajes que lucen ella y su hija Bonnie cuando esta última cae del caballo. Los únicos vestidos que constituyen excepciones a estos códigos son el traje de novia, los atuendos de luto, el vestido rosa de la huida de Atlanta, el vestido blanco y rojo que lleva puesto cuando se despide de Ashley antes de que este regrese al frente, la bata verde que viste durante una discusión con Rhett, la bata naranja que luce cuando cae por las escaleras, y el traje blanco con volantes mostrado al inicio de la película.: 15 
El excesivo volumen de trabajo hizo imposible que Plunkett se ocupase por sí solo del guardarropa, contando por ende con la asistencia de varias ayudantes: «Tenía dos mujeres que me ayudaban, cortadoras y ajustadoras, cada una con su propio equipo de costureras, además de un equipo de modistas. Casi todo se hacía desde cero».: 39  Del mismo modo, el diseñador pintó más de 375 bocetos de vestuario con la ayuda de varios artistas:

Había tantos bocetos que hacer que teníamos alrededor de nueve o diez artistas trabajando, porque teníamos prisa. En la MGM, estuve diseñando muchas películas a la vez, no podía conseguir la tela, observar la elaboración de las prendas, supervisar las pruebas, y aún así hacer los bocetos, de modo que tuve la asistencia de otros. Solo el productor David O. Selznick tenía la aprobación del vestuario, y me pidió específicamente que no le mostrase ninguno de los bocetos a Vivien Leigh, ¡pero lo hice de todas formas! En otras películas, mostraba los bocetos a productores y directores, y ni siquiera los miraban. «Para eso es para lo que te contratamos», decían. No me di cuenta de que Selznick había hecho una solicitud para que otros diseñadores de vestuario enviaran bocetos para Lo que el viento se llevó, suponiendo que otro diseñador podría hacer un mejor trabajo que yo. Después de que cada diseñador de Hollywood hubiese enviado su trabajo, le confronté y le pregunté qué estaba pasando exactamente. Me dijo que nunca tuvo la intención de reemplazarme; solo quería que trabajase más duro y me aseguró que mi trabajo era espléndido. Le dije: «Muchas gracias».: 318 

Inicialmente, antes de la introducción de los códigos de color, tanto Plunkett como Selznick consideraron que el público querría ver los trajes tal y como Mitchell los describía en su libro : 194  De acuerdo con Plunkett: «A Selznick no le interesaba la precisión. Investigué en el sur porque pensé que era necesario. Selznick estaba mucho más preocupado por ser fiel a Margaret Mitchell. Si él se oponía a un diseño, solo tenía que señalarle una de sus descripciones en la novela y quedaba satisfecho. La película no tuvo nada que ver con la historia».: 164–166  Sin embargo, el vestido de novia, al igual que otros atuendos, no figura descrito, limitándose Mitchell simplemente a informar que, por falta de tiempo (apenas dos semanas desde la pedida de mano), Scarlett se había visto obligada a llevar el traje de su madre:

En medio de este tumulto, se hicieron también los preparativos para el casamiento de Scarlett, la cual, casi antes de darse cuenta, fue envuelta en el vestido de novia y en el velo de Ellen y descendió la larga escalinata de Tara del brazo de su padre, mientras gran cantidad de invitados los esperaban.: 137 

Debido a que Ellen tiene 32 años al inicio de la historia y su boda con Gerald tuvo lugar cuando contaba con apenas 15 años, teniendo en cuenta que el libro comienza en 1861, Ellen debió contraer matrimonio en 1843 o 1844, detalle de gran importancia que Plunkett trasladó a la pantalla recreando un vestido anticuado para los estándares de principios de la década de 1860. A mayores, con el fin de incrementar el grado de fidelidad a la novela, el diseñador, conocido por su obsesión por la perfección, elaboró intencionadamente el vestido basándose en las medidas de Barbara O'Neil, quien interpretó a Ellen, motivo por el que el traje no se ajustaba al cuerpo de Leigh, a quien el vestido le quedaba grande debido a que era más baja y menos corpulenta que O'Neil. Sumado a esto, el hecho de que el blanco sea el color tradicional de los atuendos nupciales es la causa de que el traje no se ajuste a los códigos impuestos por Plunkett, pues en la secuencia de la boda Scarlett, mediante un sutil movimiento de cabeza y una leve sonrisa, trata de que Ashley la bese con ternura en un último y desesperado intento por llamar su atención. Plunkett se vio limitado sin embargo por el Technicolor tal y como declaró Selznick: «Sé por hablar con Walter Plunkett que nadie se siente tan mal como él por las limitaciones que le han impuesto. Pero si vamos a escuchar completamente a los expertos en Technicolor, también podríamos eliminar por completo a los artistas que están en nuestros propios departamentos de decorado y vestuario y dejar que la compañía Technicolor diseñe la película para nosotros».: 166  A esto se sumó la problemática del coste, pues el presupuesto original del guardarropa era de $80 000, cifra que terminaría aumentando a $157 000 para el final del rodaje, costando las labores de lavandería más de $10 000 debido a que las prendas necesitaban ser limpiadas a diario;: 10  Selznick se encargó de dar gran publicidad al vestuario del filme asegurando que era el más caro jamás creado para una película, lo que perjudicaría seriamente a Plunkett:: 194–195 

Pensó que le convendría decir que la ropa de Lo que el viento se llevó fue la más cara hecha para una película, y Plunkett era el diseñador más caro y extravagante. Cuando terminamos la película, salí a buscar trabajo, y nadie quería tocarme. Después de bastante tiempo, Joan Blondell tenía próximamente una película y tenía el control de a quién se contrataba, así que preguntó por mí. No le importaba cuán caro fuese (lo cual no era cierto de todos modos), Selznick me había recortado el sueldo.: 194–195 

### Deterioro

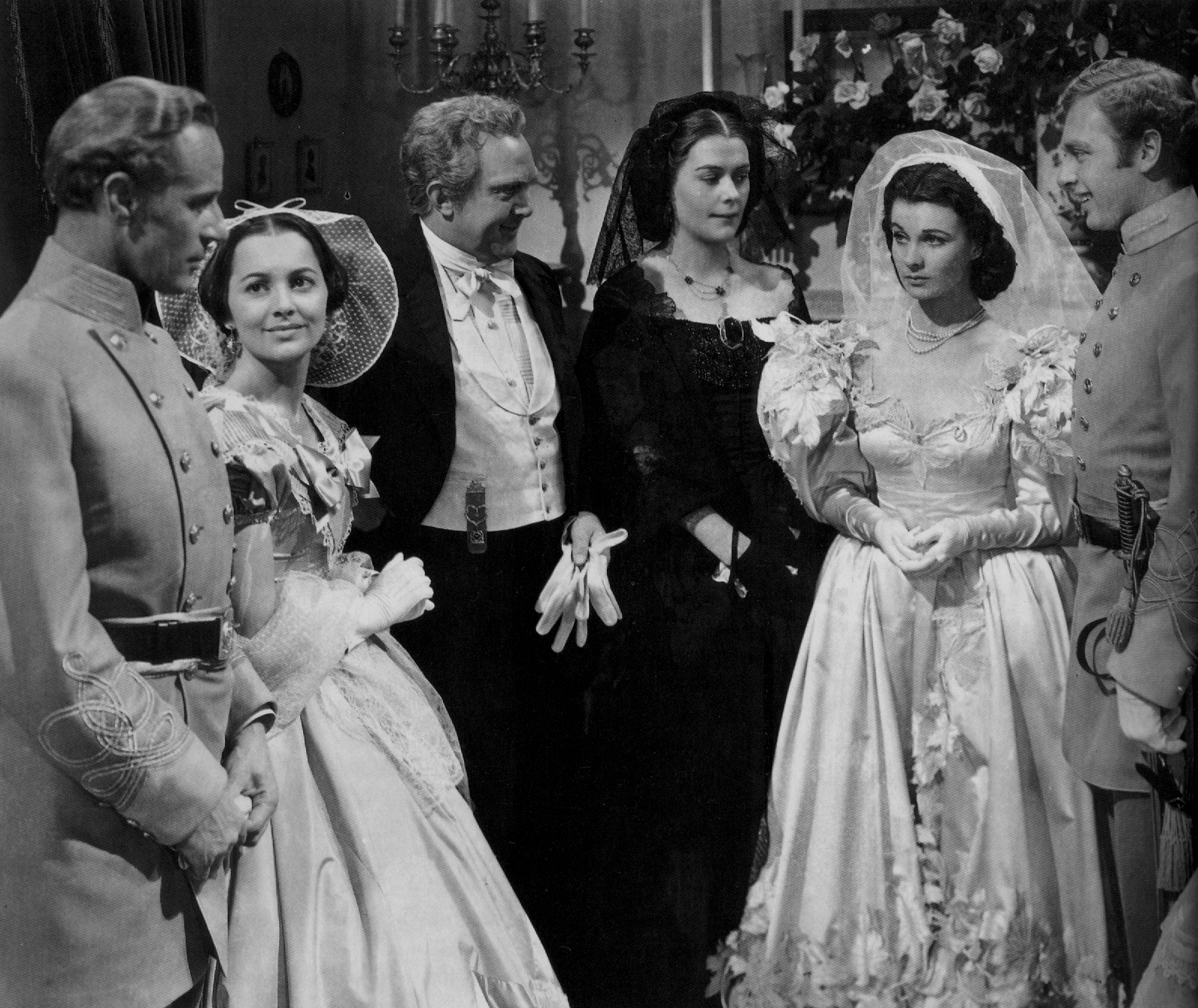
Leslie Howard, Olivia de Havilland, Thomas Mitchell, Barbara O'Neil, Vivien Leigh y Rand Brooks en Lo que el viento se llevó (1939).

El vestuario del filme sufrió un notable deterioro como consecuencia de las numerosas exposiciones de las que fue objeto. Con el fin de promover la película, la MGM decidió que los trajes participasen en una gira por diferentes teatros a nivel nacional e internacional. Los vestidos fueron enviados en primer lugar de Culver City, sede de la MGM, a Atlanta, donde el vestuario fue guardado bajo llave en habitaciones de hotel, viajando posteriormente a Nueva York; Selznick International Productions, Inc. (SIP) fungió como responsable durante el primer traslado, corriendo esta responsabilidad por cuenta de la propia MGM en los viajes posteriores. Selznick, quien deseaba que alguien designado tanto por SIP como por MGM se encargase del cuidado de los atuendos, mostró su preocupación por la falta de organización de estas exhibiciones en un comunicado el 15 de noviembre de 1939 a Howard Dietz, director de publicidad de los estudios: «El mantenimiento, la gestión y el cuidado del material deben organizarse de tal manera que no se dañe en su primer uso, que pueda usarse decenas y decenas de veces y que nos sea devuelto en buen estado». Klune transmitió el 21 de noviembre la preocupación de Selznick a Katherine Brown, representante de los estudios en la Costa Este, recordando desastrosas experiencias pasadas en las que varias prendas prestadas fueron devueltas como «una bolsa de trapos» tras una sola exhibición. Ese mismo día Brown recibió un comunicado de Selznick en el cual el productor le pedía que los trajes fuesen usados «con moderación y por separado, dividiéndolos para que cada ciudad tenga unos pocos para fines de explotación», radicando parte de esta solicitud en motivos económicos. De acuerdo con las leyes entonces vigentes en California, cada prenda debía ser limpiada en seco antes de su regreso a los estudios tal y como figura en un acuerdo con la Atlanta Junior League con motivo del préstamo del guardarropa para las festividades por el estreno de la película, constando en dicho acuerdo que se debían pagar «$5,00 por cada vestido por la limpieza que exige la Ley del Estado de California» (el 12 de febrero de 1940, en un telegrama a Selznick, Brown dejó patente que «la limpieza constante es la cosa más dañina para los trajes»). El poco cuidado con el que la ropa fue tratada, los traslados y las sucesivas limpiezas terminarían por causar estragos en las telas, circunstancia agravada por el hecho de que los atuendos fueron empacados en baúles y cajones probablemente de madera, material que desprende gases los cuales causan manchas y decoloración, aparte de que las prendas pudieron haber sufrido alguna que otra deformación como resultado de haber sido colgadas o dobladas. De acuerdo con la correspondencia conservada, los vestidos se enviaron en primer lugar a Atlanta, donde fueron expuestos junto con varias joyas de la época de la guerra en una sala adyacente a un salón de baile custodiada por guardias armados, tras lo cual serían enviados a Nueva York y de allí conducidos a Los Ángeles para los respectivos estrenos, participando posteriormente en una gira por todo el país y decidiéndose en febrero de 1940 que todas las prendas fuesen enviadas de regreso a Culver City puesto que los ingresos generados en su exhibición no compensaban los costes según un comunicado de Brown fechado el 12 de ese mes. Finalmente, tras una gira nacional e internacional de año y medio, en agosto de 1941 el vestuario fue devuelto a SIP, pasando varios atuendos (entre ellos el vestido de novia) a formar parte de la colección privada de Selznick.: 13–16, 70 : 53 

### Paradero

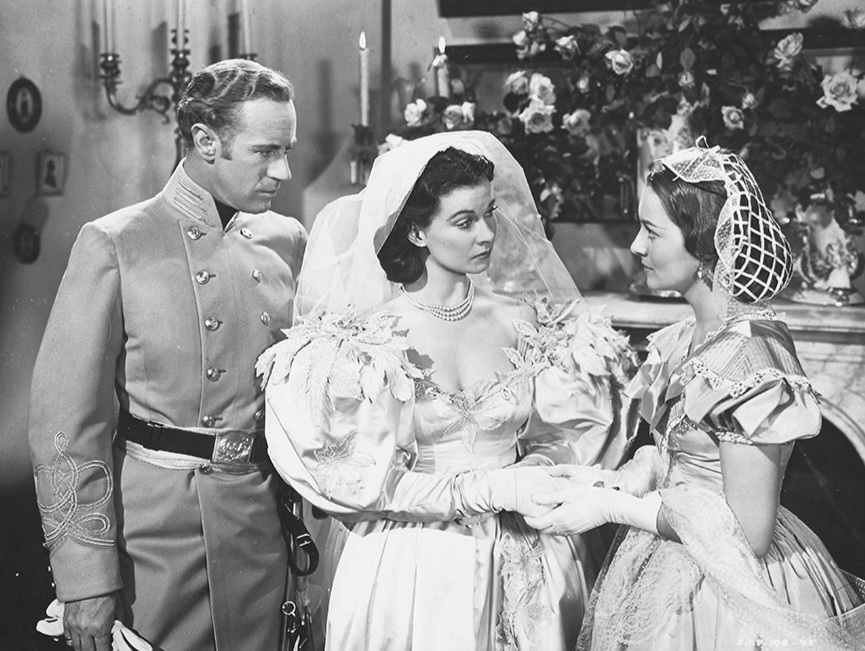
Leslie Howard, Vivien Leigh y Olivia de Havilland en Lo que el viento se llevó (1939).

A diferencia de otras prendas icónicas del cine, como el vestido de Glinda, el vestido Letty Lynton y el vestido Cheek to Cheek (presumiblemente perdidos), el vestido de novia de Lo que el viento se llevó se ha conservado gracias a Selznick, quien durante décadas lo guardó junto con otros atuendos del filme en su colección privada, compuesta por 5000 cajas, entre las cuales se guardaban ropa, películas, papeles y pinturas entre otros artículos. En 1980, debido al incremento de los gastos ocasionados por el almacenaje, los hijos del productor tomaron la decisión de donar la colección al Harry Ransom Center, de la Universidad de Texas, institución que requirió de dos años para poder catalogar todas las piezas. En 2010 se hizo público que se procedería a restaurar los vestidos (cinco en total) con el fin de poder exhibirlos en 2014 con motivo del 75.º aniversario del estreno del filme (antes de su reparación los trajes, deteriorados por la presencia de agujeros, desgarros, áreas deshilachadas y costuras sueltas, fueron almacenados en condiciones controladas de humedad y envueltos en papel libre de ácido). En agosto de 2010, el Harry Ransom Center anunció que se necesitaban $30 000 para proceder a la reparación de los vestidos, los cuales, dada su antigüedad, corrían el riesgo de desaparecer; según declaraciones de Jill Morena, asistente de la institución:

Hay zonas donde la tela se ha desgastado, costuras frágiles y otros problemas. Estos vestidos han estado sometidos a mucha tensión.

El Ransom Center recibió el vestuario (incluyendo el vestido de cortina verde de O'Hara, el vestido de terciopelo verde, el vestido de gala borgoña, el camisón de terciopelo azul y su vestido de novia) a mediados de la década de 1980 como parte de la colección del productor de Lo que el viento se llevó, David O. Selznick. Para entonces, ya habían pasado décadas en exhibiciones itinerantes en teatros y habían estado en préstamo en el Museo Metropolitano de Arte de Nueva York.

El vestuario cinematográfico no está hecho para durar. Solo está hecho para durar todo el rodaje. No lo encontraréis tan terminado como si lo compraseis en una tienda.

La institución logró recaudar en apenas tres semanas el dinero necesario gracias a las donaciones de más de 600 particulares de Estados Unidos y otros trece países, anunciando el curador Steve Wilson que «estas generosas donaciones confirman que a los innumerables fanes de la película realmente les importan. […] Las donaciones permitirán al Ransom Center restaurar los vestidos y adquirir fundas protectoras y maniquíes a medida para exhibirlos de acuerdo con las mejores prácticas y estándares de conservación». Una vez obtenido el dinero, Nicole Villarreal, ingeniera en diseño textil y moda, analizó por alrededor de siete meses los tejidos al microscopio y elaboró informes detallados sobre las costuras, los colores, las telas y las reparaciones a las que cada prenda fue sometida, contando para ello con la ayuda de Cara Varnell, Maggie Houdmann, Xiaowen Guo y Jinjiang Yan.: v  Las labores de restauración comenzaron en julio de 2011 y se extendieron hasta la primavera de 2012, siendo reparados únicamente el vestido que Scarlett luce cuando acude a la cárcel a visitar Rhett (conocido como vestido cortina), el vestido rojo de la escena del cumpleaños de Ashley, y la bata verde que Scarlett lleva puesta cuando discute con su marido; ni el traje de novia (junto con el velo) ni el camisón azul que Scarlett luce en la escena en la que Bonnie cae del caballo pudieron ser restaurados debido a la extrema fragilidad de ambas prendas, por lo que, con el fin de preservarlas, se optó por mantenerlas almacenadas.
En lo tocante al velo, realizado en tul de seda, este se hallaba arrugado y quebradizo para cuando fue donado al Harry Ransom Center, señal de que las fibras que componen el tejido se encontraban ya entonces seriamente dañadas y en un avanzado deterioro; su pésimo estado de conservación llevó a los restauradores a tomar la decisión de no practicar ninguna intervención ya que la misma podría perjudicar aún más la tela, pues una restauración hubiera implicado reforzar el velo con una malla de tul, pieza que no se hubiese podido coser al bies debido a la fragilidad del material, que con una manipulación excesiva podría llegar al extremo de quedar reducido a polvo. Esta circunstancia condujo a los curadores a optar por almacenar el velo en condiciones controladas de temperatura, clima y luz del mismo modo que el vestido y a destinarlo únicamente a labores de estudio, pues una exposición al público aceleraría el deterioro, siendo actualmente objeto de un monitoreo regular para vigilar su estado. Pese a las malas condiciones del velo, cuyo tul posee forma de diamante, la cofia a la que se halla sujeto, la cual cuenta con tul de forma cuadrada, se encuentra en mejor estado y destaca por su excelente factura, lo que llevó a los conservadores a plantear la posibilidad de que esta pieza sea del siglo xix. De acuerdo con Morena: «Walter Plunkett pasó varias semanas viajando por el sur investigando trajes de la época y conociendo a las mujeres que le presentó Margaret Mitchell. Algunas mujeres le dieron a Plunkett muestras de prendas de la época. No me sorprendería que una mujer del sur le regalara esta cofia». Debido a la imposibilidad de exhibir tanto el vestido como el velo, para la exposición The Making of Gone With The Wind, celebrada del 9 de septiembre de 2014 al 4 de enero de 2015 en el Harry Ransom Center con motivo del 75.º aniversario del estreno de la película, se exhibió una réplica elaborada en 1986; esta copia, realizada tras 340 horas de trabajo (del 10 de julio al 15 de octubre), fue confeccionada por Carrie Harrell y Jan Hevenor bajo la dirección de la hermana Mary Elizabeth Joyce de la Facultad del Verbo Encarnado de San Antonio (actual Universidad del Verbo Encarnado).

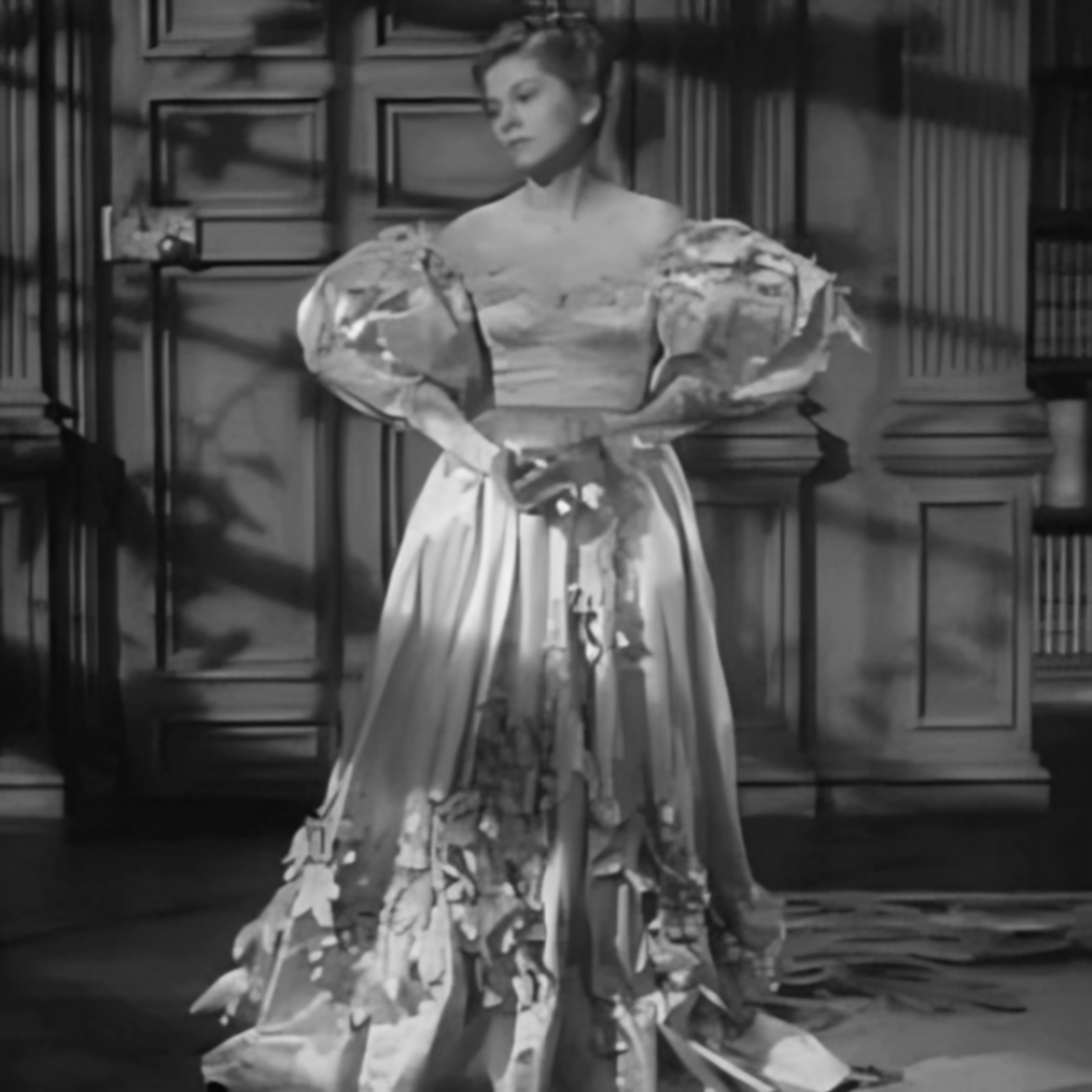
Joan Fontaine en una prueba de vestuario para Rebecca en 1939.

El hecho de que Selznick guardase el vestido en su colección privada pudo evitar que corriese con la misma suerte que otros trajes icónicos del cine, pues se podría haber reutilizado para otros filmes y haberse desgastado con el uso, lo que podría haber llevado a que el atuendo fuese tirado a la basura sin saberse siquiera en qué películas había aparecido (varios trajes del filme serían reciclados para otras películas, tras lo cual serían tirados a la basura o vendidos en la subasta de la MGM en 1970), aunque cabe destacar que el traje fue reciclado en al menos una ocasión ya que en 1939 Joan Fontaine lo vistió durante una prueba de vestuario para Rebecca (1940), ocasión en la que las mangas se bajaron junto con el escote para que Fontaine mostrase parcialmente los hombros; tras estudiarse varias prendas (entre ellas el vestido rojo que Scarlett luce en la fiesta de cumpleaños de Ashley), se terminaría usando el atuendo de chifón de Greta Garbo en Camille (1936). También un deficiente almacenaje podría haber deteriorado la tela, pues las perchas de madera, conocidas por su alto contenido en ácido, solían provocar que los vestidos se desgarrasen en la zona de los hombros, mientras que por otro lado, el atuendo pudo haber corrido el riesgo de ser robado; durante muchos años los estudios no tuvieron ningún tipo de cuidado con los trajes, accesorios, guiones y demás elementos vinculados a las películas que producían, sin ser conscientes del alto valor que acabarían teniendo en el futuro (a menudo los empleados se llevaban estos objetos como recuerdo sin permiso, sabedores de que a los directivos no les importaba esta sustracción de material). Otra posibilidad que Selznick pudo haber evitado fue que el vestido se modificase para su uso en otros filmes, lo que habría provocado la pérdida parcial del traje a la par que una considerable reducción de valor a nivel artístico e histórico. La modificación de prendas en la industria del cine para su reciclaje ya era habitual entonces, destacando el caso de tres vestidos facturados por Gilbert Adrian: el traje de Camille, completamente modificado para Rebecca (elección que salvó al vestido de novia de ser alterado); el vestido de Glinda, originalmente lucido por Jeanette MacDonald en San Francisco (1936) y severamente modificado para Billie Burke en El mago de Oz (1939); y otro traje de MacDonald de la misma película, levemente alterado para Gracie Allen en Honolulu (1939).

## Descripción

### Diseño

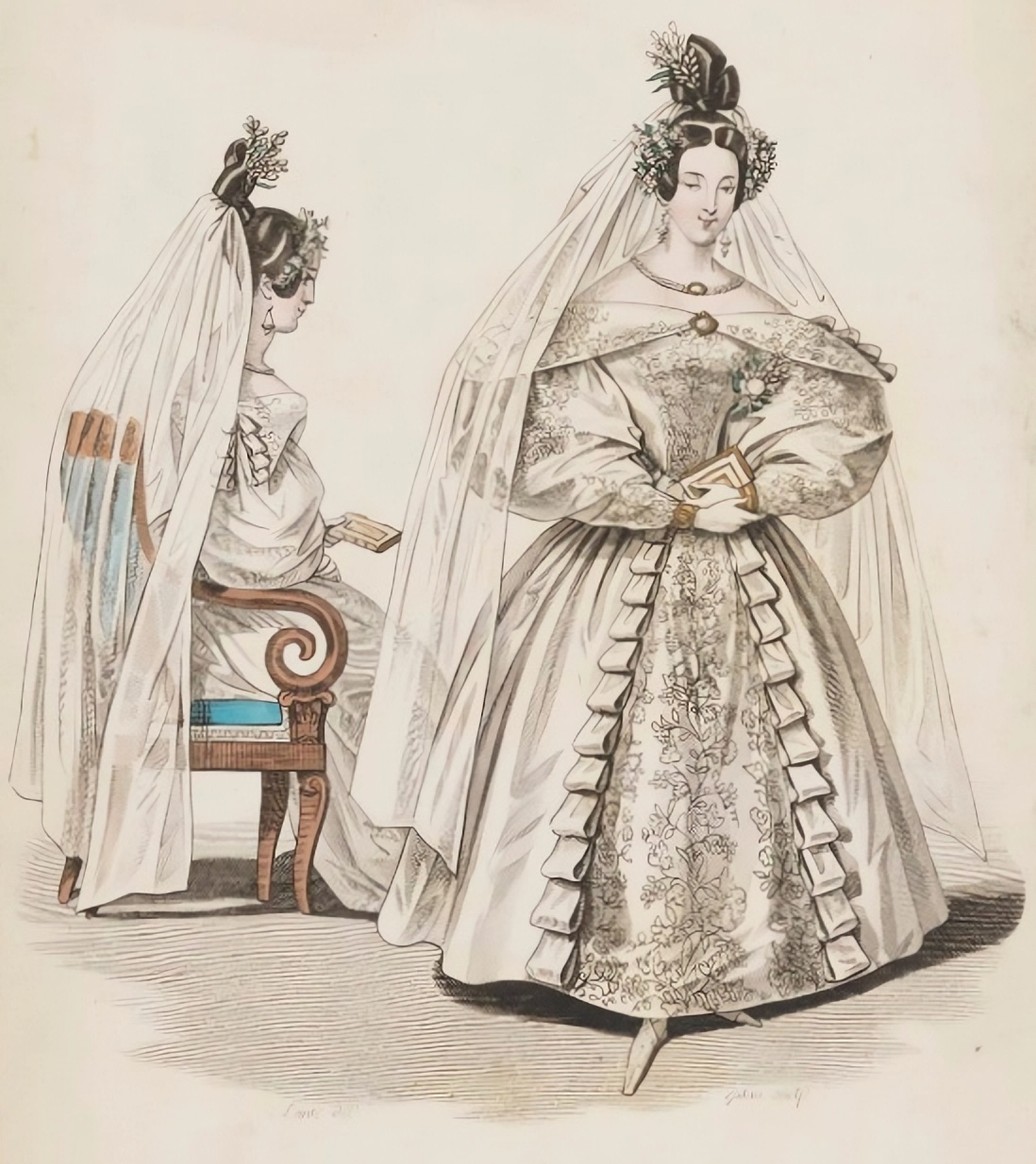
Ilustración de un vestido de novia en Le Journal des Dames et des Modes (1834), por Georges Jacques Gatine.

El vestido, compuesto de aproximadamente 30 metros de seda satinada en tono marfil y adornado en los filos de las estructuras con hilo metálico, posee mangas abullonadas estilo «pierna de cordero» y cuenta con una larga cola y más de 150 hojas de seda curvadas y alrededor de 20 hojas de encaje decorando el escote y la falda (de corte similar al guardainfante) a modo de enredadera, albergando como únicos complementos un velo de tul, un par de guantes y un collar de perlas de tres hileras. Respecto al color, el tono marfil era comúnmente empleado para mostrar prendas blancas en pantalla debido a las limitaciones técnicas de la época; en la era del Technicolor, los diseñadores debían tener en cuenta que las tonalidades de las prendas se veían de forma distinta en cámara tanto en color como en blanco y negro, siendo uno de los casos más llamativos el vestido supuestamente rojo que Bette Davis lució en Jezabel (1938), el cual era en realidad de color marrón debido a que el color rojo no lucía adecuadamente en blanco y negro. Este inconveniente se daba también con el blanco tanto en blanco y negro como en color, motivo por el que las telas solían teñirse de azul o rosa claro, circunstancia que se trasladaba incluso a la ropa de cama, siendo un caso destacado el traje azul claro (blanco en pantalla) de Norma Shearer en María Antonieta (1938), película filmada en blanco y negro aunque concebida para ser rodada en color. El intenso tono marfil que el vestido posee en la actualidad es, por tanto, original a diferencia del de otras prendas de la época, como el vestido verde de la escena de la barbacoa, el vestido blanco de Marilyn Monroe en The Seven Year Itch (1955), y el vestido de «Amado Mío», lucido por Rita Hayworth en Gilda (1946), los cuales fueron adquiriendo una tonalidad cruda con los años a causa del envejecimiento del tejido.

### Anacronismos
Pese a que Plunkett recreó un atuendo anticuado con el fin de lograr un mayor nivel de exactitud en el diseño, el mismo no resulta del todo fiel a nivel histórico, pues la silueta del traje no guarda prácticamente ningún parecido con la imperante en la década de 1840; las mangas abullonadas estilo «pierna de cordero» ya habían pasado de moda para ese entonces, pues en dicha década las mangas eran ajustadas y únicamente contaban de vez en cuando con diminutos volantes a modo de ornamento. Las mangas «pierna de cordero», también llamadas «mangas gigot», gozaron de gran popularidad en los años 1830 y vivirían una segunda época de esplendor en los años 1890, lo que induce a pensar que Plunkett se inspiró en la moda de la cuarta década del siglo xix tal y como sostiene el Harry Ransom Center, si bien la institución sitúa la boda de Ellen incorrectamente en 1834:

Como Scarlett se apresuró a casarse con Charles Hamilton, tuvo que usar el vestido de novia de su madre. Así que Plunkett ajustó el vestido en la forma del vestido de Barbara O'Neil (Ellen O'Hara). En consecuencia, el vestido era un poco largo y tenía mangas grandes, que era la moda en 1834, cuando Ellen se habría casado.

Este hecho conduce a considerar que o bien el diseñador se equivocó de década a la hora de recrear el traje, o bien no encontró en la moda de los años 1840 ningún tipo de inspiración que sí halló en la década precedente. En caso de que el atuendo hubiese sido históricamente fiel, el mismo debería haber contado con mangas delgadas sin ornamentos o, como mucho, decoradas con pequeños volantes desde el hombro hasta el puño, aunque cabe destacar que la falda sí se ajusta a la moda de los años 1840 puesto que esta parte del vestuario femenino apenas sufrió variaciones entre una década y otra.

### Análisis
El vestido de novia está dotado de una gran carga simbólica. Por un lado, el hecho de que el mismo no se ajuste correctamente al cuerpo permite apreciar que el traje es demasiado grande para Scarlett, quien parece engullida por el atuendo en un claro paralelismo con la realidad que está afrontando, pues a causa de sus celos por no tener el amor de Ashley toma la desafortunada decisión de casarse con Charles por despecho, lo que la aboca irremediablemente a un matrimonio sin amor que, de no ser por la temprana muerte de su marido, se hubiese convertido en una prisión del mismo modo que el vestido parece ser una cárcel que devora a Scarlett con sus abultadas mangas. Por otro lado, el tono marfil, impuesto por requisitos de carácter técnico para que el traje se viese blanco en pantalla, refleja la pureza de la novia, quien como dama de buena familia sureña ha llegado virgen al matrimonio, aunque dicha virtud desaparecerá dentro de poco, pues como toda mujer casada tiene obligaciones conyugales que cumplir, lo que llevará a Scarlett a la penosa situación de tener que entregar su virginidad a un hombre al que no quiere mientras el amor de su vida se aleja de ella, una trágica circunstancia que queda representada por el collar, pues de acuerdo con la tradición, aquella novia que luzca perlas en su boda derramará lágrimas en su matrimonio. Sumado a esto, el vestido de novia permite subrayar la transición del personaje de niña a mujer, rasgo que se verá intensificado con el atuendo de luto posterior, el cual perpetuará el sentimiento de encierro virtual en el que se encuentra Scarlett, quien llora desconsolada por no poder asistir a eventos sociales ni poder lucir ropa colorida debido a su condición de viuda.

## Legado
En los Premios Óscar de 1940, durante el discurso que Selznick dio al recoger su galardón como mejor productor, declaró lo siguiente: «Es una lástima que no haya también un premio de la academia para los diseñadores de vestuario, porque Walter Plunkett lo habría recibido».: 318  De acuerdo con Plunkett, quien en una ocasión manifestó que el vestido de novia era su traje favorito del filme: «No creo que fuese mi mejor trabajo o siquiera lo más grande que he hecho. Pero esa película, desde luego, continuará por siempre». La popularidad del atuendo, considerado junto con el resto del vestuario del filme como una de las prendas más famosas de Hollywood, ha llevado a su reproducción a medida para su venta al público y a que, además de la réplica realizada por Harrell y Hevenor en 1986, exista otra réplica destacada creada en 1939 y conservada en el Gone With the Wind Museum de Brumby Hall (Marietta). El atuendo, cuya fama daría lugar a un breve resurgimiento de las faldas abultadas y las mangas abullonadas en la década de 1940 (tendencia recuperada en los años 1980 con el vestido de novia de Diana de Gales), ha aparecido en una gran variedad de productos relacionados con la película, entre otros: una muñeca de World Doll en 1989; una figura en 1991 y una muñeca en 2010 de Franklin Mint; una figura de Dave Grossman Creations en 1996; un plato en 2003 y una figura en 2008 de The Bradford Exchange; un adorno navideño de Hallmark en 2004; una figura de The Bradford Editions en 2006; y una figura de The Hamilton Collection y una muñeca de Robert Tonner en 2012.